# Dharmapala de Nalanda
Dharmapāla (530 - 561 d. C.) filósofo budista,  fue uno de los principales exponentes de la escuela  Yogacara en la  India. Fue contemporáneo de  Bhavaviveka, con quien polemizó por escrito. Estudió las doctrinas tanto del Hinayana como del  Mahayana. Murió a los 32 años.

## Biografía
En el relato sobre su viaje a la India en el siglo VI, el erudito chino Xuanzang informa que Dharmapala era el hijo de un ministro de Kanchipuram, la capital de los Pallava, en Tamil Nadu, y que mostró gran inteligencia desde temprana edad. Llegado a la juventud el rey, impresionado por su talento, quiso darle una princesa de su familia por esposa. Dharmapala, que se había disciplinado en la indiferencia a los placeres mundanos, sintió una gran congoja en la víspera de su boda y huyó, refugiándose en un monasterio. Allí tomó los hábitos, abocándose al estudio de todas las escuelas de Dharma existentes. Compuso tratados, como el Sabdavidya-samyukta Sastra, numerosos comentarios y un relato autobiográfico.
En  Nalanda fue discípulo de Dignāga, a quien sucedió como rector de la Universidad. Bajo su dirección la Universidad se convirtió en baluarte del Cittamatra o Vijnanavada, el budismo idealista, que considera que “todo es mente”.
Dharmapala desarrolló la teoría de que las cosas externas no existen, que solamente la consciencia existe. Explicó la manifestación del mundo fenoménico por el despliegue de ocho tipos de consciencia.
Brillante lógico y erudito, fue maestro de Dharmakirti y compuso numerosos comentarios, entre ellos al Vimsatikā  de Vasubandhu, al Ālambanapariksa de Dignāga  y al Catuhsataka de  Aryadeva, que sobrevivieron en la traducción china.
Pasó sus últimos años junto al árbol Bodhi, el lugar donde se iluminó el Buddha histórico,  en la actual Bodh Gaya.
A través de la conexión de su discípulo y sucesor Silabhadra con el viajero y erudito chino Xuanzang, su interpretación del Yogacara tuvo una amplia difusión en  China.

## Otras fuentes
- Philippe Cornu (2004), Diccionario Akal del Budismo
- Paul Williams (1989) Mahayana Buddhism. The doctrinal foundations. Londres: Routledge.

- Datos: Q1135573
- Multimedia: Dharmapala of Nalanda / Q1135573